# Jaroslav Ježek

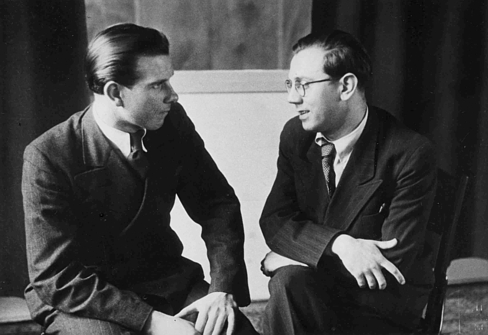
Jiří Traxler met Jaroslav Ježek (rechts) in 1938

Jaroslav Ježek (Praag, 25 september 1906 – New York, 1 januari 1942) was een Tsjechisch componist, dirigent, pianist en dramaturg.
Sinds 1989 is zijn voormalige appartement in Praag, De blauwe kamer, opengesteld voor het publiek.

## Levensloop
Ježek was al in jonge leeftijd erg ziek. Op 3-jarige leeftijd werd hij aan het rechteroog blind en aan het linkeroog had hij reeds sinds zijn geboorte staar. Verder werd hij door roodvonk doof. Hij heeft gestudeerd aan het Praags Conservatorium, onder andere compositie bij Karel Boleslav Jirák (1891-1972) tot 1927. Aansluitend studeerde hij in de meesterklassen van Josef Suk en Alois Hába en verdere studies voor piano bij Albína Šímy. Daarna studeerde hij ook kort in Parijs.
Zijn naam is vast verbonden met het Bevrijde theater (Osvobozené divadlo) in Praag. Zijn composities op teksten van Jan Werich en Jiří Voskovec maakten een vast deel uit van het programma van de revueachtige uitvoeringen in dit theater. Dit soort theater is tot nu toe in heel Tsjechië erg populair. Als medewerker van een antifascistisch toneelgezelschap emigreerde hij op 8 januari 1939 samen met Werich en Voskovec naar de Verenigde Staten. Hij overleed op 1 januari 1942 in het Cornell-Hospital als gevolg van een zware ziekte.

## Stijl
Ježek is een componist tussen populaire muziek en moderne muziek. Als vertegenwoordiger van de avant-garde is hij weinig bekend. Hij schreef rond 30 werken, die hem net als Ervín Schulhoff en Pavel Haas als typische vertegenwoordiger van de Tsjechische moderne muziek karakteriseren. Maar zijn grootste bekendheid verwierf hij op het gebied van de jazzmuziek en moderne Tsjechische dansen zoals "Tmavomodrý svět", "Hej rup", "Nebe na zemi", "Píseň strašlivá o Golemovi" , "Šaty dělaj člověka", "Klobouk ve křoví", "Život je jen náhoda", "Babička Mary"... en vooral zijn "Bugatti step". Hij schreef tussen 1928 tot 1938 rond 30 toneelstukken voor het Bevrijde theater (Osvobozené divadlo) waarvoor hij als componist, arrangeur, kapelmeester, pianist en dramaturg in een persoon werkzaam was.
Hij werk ook bekend als componist van filmmuziek.

## Trivia
In Praag is een conservatorium naar Jaroslav Ježek vernoemd.

## Composities

### Werken voor orkest
- 1927 Concert voor piano en orkest
- 1928 Nerves, suite uit het ballet
- 1930 Fantazie, voor piano en orkest
- 1930 Mé vlasti, voor piano en orkest
- 1936 Symfonická báseň
- Jeppe s kopečku
- Písně, voor piano en orkest
- Pochod karnevalu Umělecké besedy, mars
- Směs

### Werken voor harmonieorkest
- 1930 Concert, voor viool en harmonieorkest

### Toneelwerken
- 1927 Svatebcane na Eifelce
- 1927 Pojisteni proti sebevrazde
- 1927 Kamarad Ctvrtek
- 1927 Jeppe s kopecku
- 1929 Malborough do boje tahne
- 1930 Giovanni a Anabella
- 1936 Jezero Ukereve
- 1936 Timon athensky
- 1937 Pani Studanka
- 1937 Don Juan
- Zpivajici Benatky

meer dan 20 werken voor het Bevrijde theater (Osvobozené divadlo)

### Werken voor koor
- 1929 Nervy, voor een klein vrouwenkoor en orkest
- Svět patří nám, voor gemengd koor en orkest

### Vocale muziek
- 1928-1938 Písničky, uittreksel van 35 liederen uit het Bevrijde theater (Osvobozené divadlo) in Praag voor solozang en piano
- Tři písně (Drie liederen), voor solozang en kamerorkest
- Ještě několik melodií, voor solozang en piano
- Láska má právo se smát, coloratuurwals over "Svět za mřížemi" voor sopraan en orkest
- Písničky o Čtveráku Pierotovi, voor solozang en piano - tekst: Fr. Halas
- Šest písní, voor solozang en piano

### Kamermuziek
- 1929 Serenade, voor blazerskwartet
- 1932 Strijkkwartet no. 1
- 1933 Sonáta, voor viool en piano
- 1941 Strijkkwartet no. 2

### Werken voor piano
- 1927 Suitu, voor kwarts toon-piano
- 1928 Sonatina
- 1928 Petite Suite (Kleine Suite)
- 1931 Polonéza uit de revue "Golem"
- 1932 Capriccio
- 1933 Due bagatelle
- 1938 Rhapsodie
- 1939 Toccata
- 1939 Grand Valse Brillante
- 1941 Sonata
- Balety
- Bugatti Step
- Býčí zápasy, paso doble voor piano
- Dvě skladby z Malé suity (Twee stukken uit de "Kleine Suite"), voor piano
  1. Intermezzo
  2. Oh, girls!

### Filmmuziek
- 1931 Ze soboty na neděli
- 1931 Pudr a benzin
- 1932 Peníze nebo život
- 1934 Hej rup!
- 1934 U nás v Kocourkově
- 1937 Svět patří nám